# Dąbrówka Kościelna (województwo wielkopolskie)
Dąbrówka Kościelna – wieś w Polsce położona w województwie wielkopolskim, w powiecie gnieźnieńskim, w gminie Kiszkowo. Znane sanktuarium archidiecezji gnieźnieńskiej.
W latach 1975–1998 miejscowość administracyjnie należała do województwa poznańskiego.

## Sanktuarium Matki Bożej Dąbrowieckiej
W późnobarokowym kościele Wniebowziętej Najświętszej Marii Panny, na wzgórzu w Dąbrówce Kościelnej, znajduje się łaskami słynący obraz Matki Bożej Pocieszenia (zwaną też Matką Bożą Dąbrowiecką). Dzięki temu Dąbrówka to miejscowość pielgrzymkowa. Na miejscowy odpust, Narodzenia NMP, (w pierwszą niedzielę po 8 września) przybywają tysiące ludzi z diecezji poznańskiej i gnieźnieńskiej. Drugi odpust, Wniebowzięcia NMP, przypada 15 sierpnia.
Obecna świątynia została wzniesiona w latach 1930–1936, poprzednie cztery, w tym dwie drewniane, zostały rozebrane bądź spłonęły w pożarach.

## Pomniki
Przy północnym krańcu wsi stoją:
- głaz pamiątkowy upamiętniający pontyfikat papieża Jana Pawła II, ufundowany przez Nadleśnictwo Łopuchówko i postawiony 21 kwietnia 2006,
- dąb papieski wyhodowany z żołędzi zebranych w 2003 z Dębu Chrobry i pobłogosławionych przez Jana Pawła II w dniu 28 kwietnia 2004 podczas pielgrzymki pracowników Lasów Państwowych. Drzewo posadzono 21 kwietnia 2006[4].

## Drogi
Przez wieś przebiega Wielkopolska Droga św. Jakuba – odcinek szlaku pielgrzymkowego do grobu św. Jakuba w Santiago de Compostela w Hiszpanii. Ponadto rozpoczyna się tutaj historyczny Trakt Poznański.

## Galeria

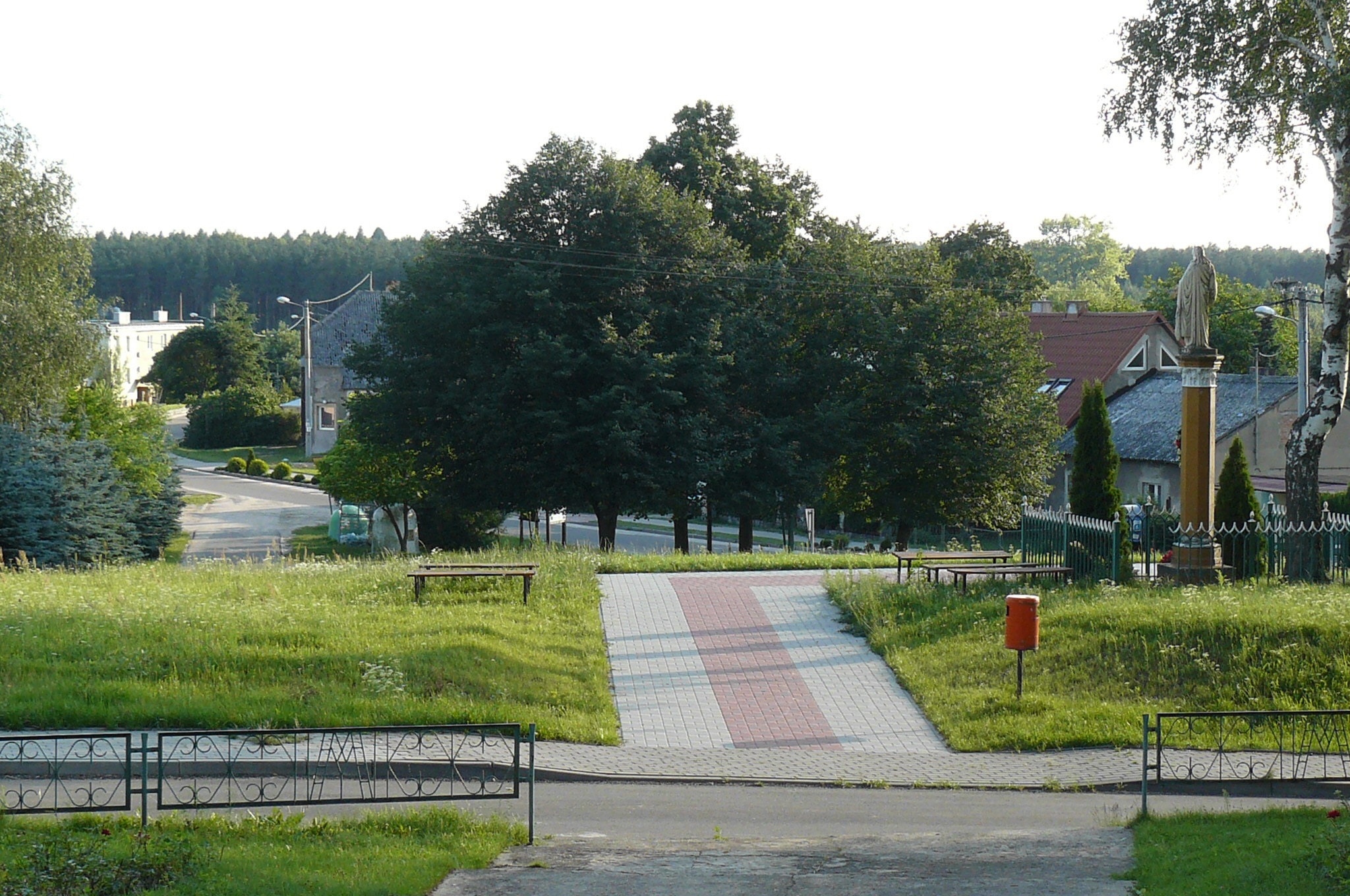
Centrum wsi
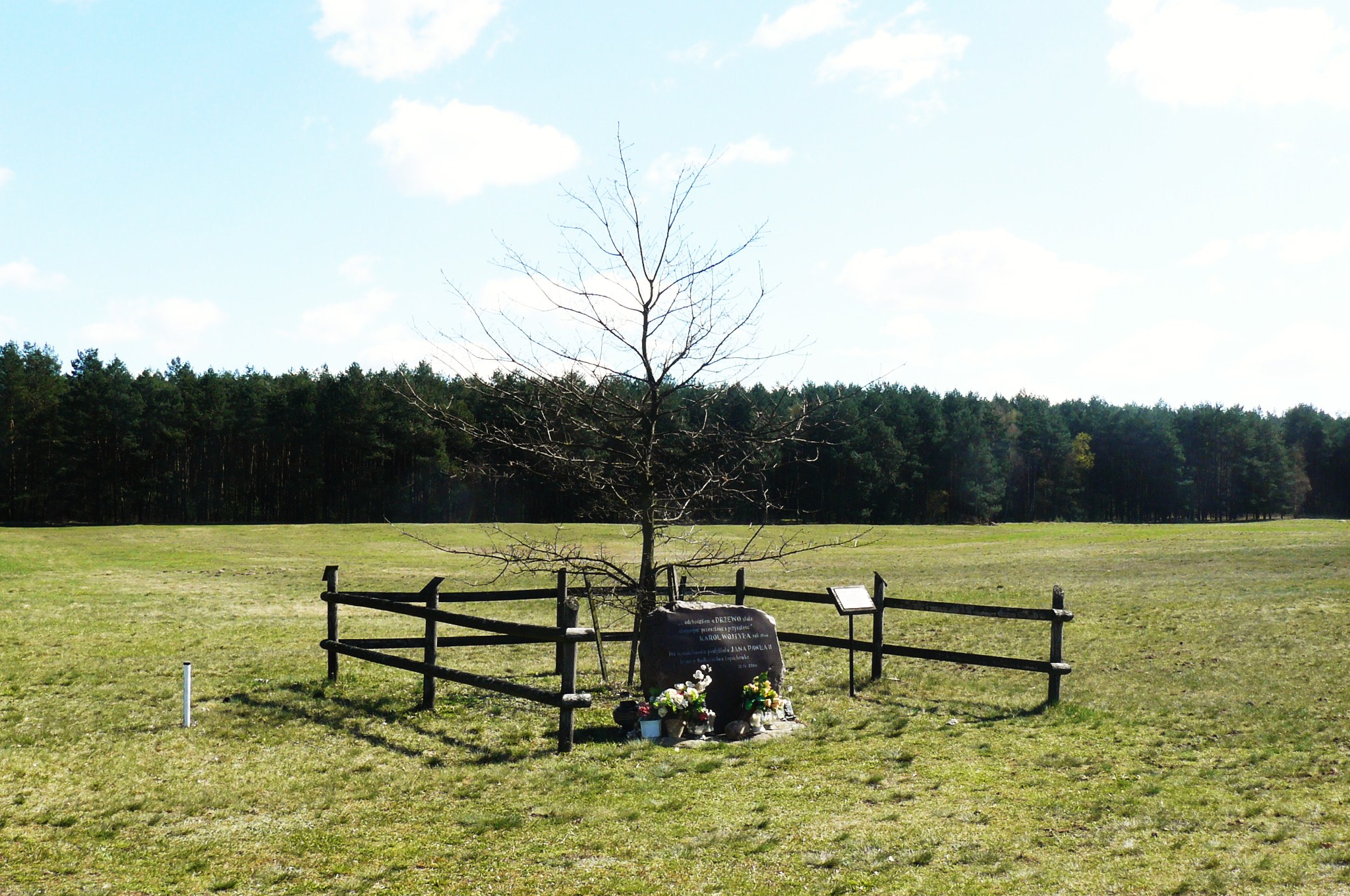
Dąb Papieski
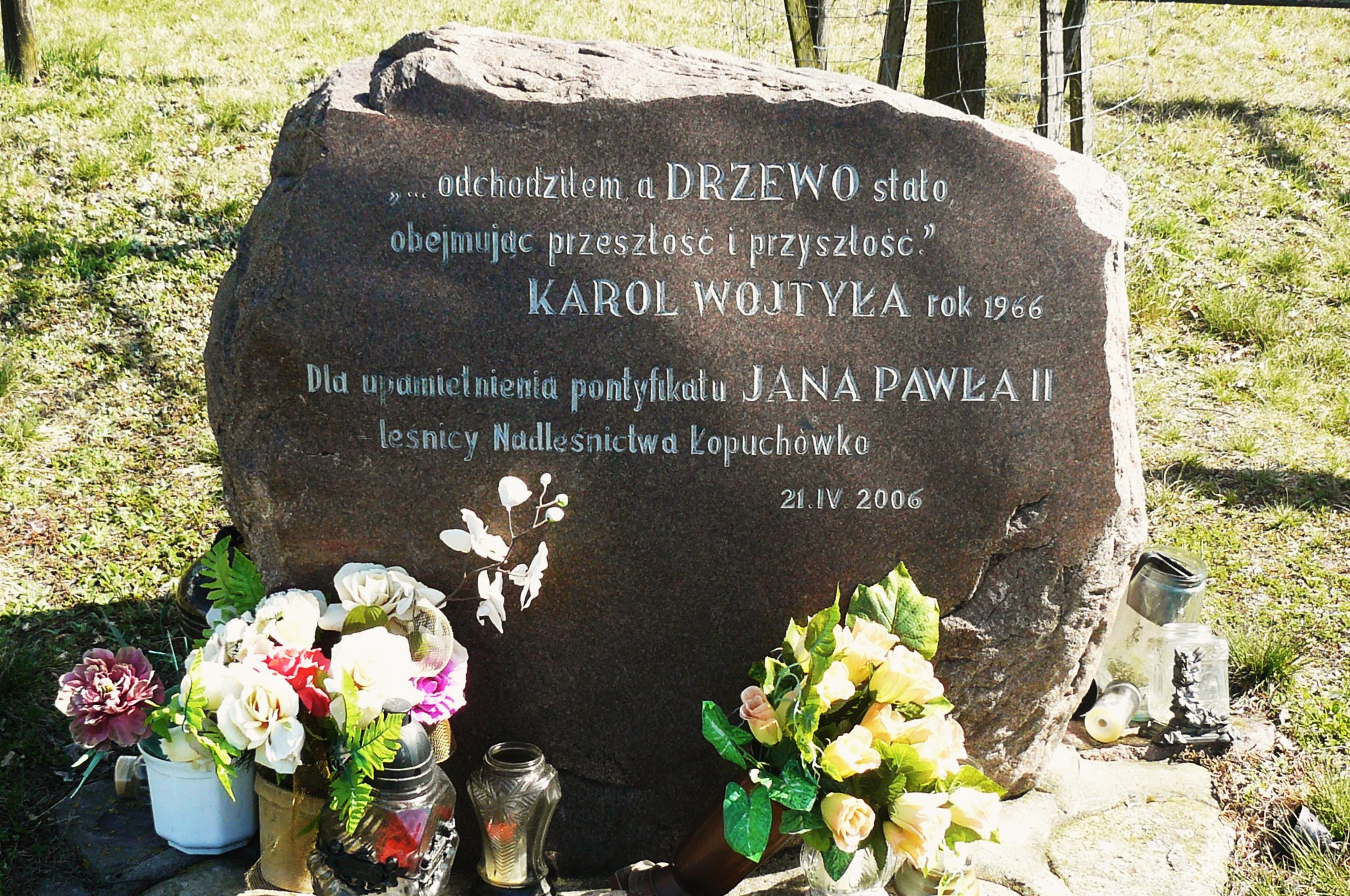
Głaz Papieski